# Inosine pranobex
L’inosine pranobex (Isoprinosine ou Méthisoprinol) est un mélange d'inosine, d'acide acétamidobenzoïque et de diméthylaminoisopropanol, utilisé comme médicament antiviral.
L'inosine pranobex n'a aucun effet sur les cellules virales elles-mêmes, mais agit comme un puissant immunostimulant. Il est plus couramment utilisé pour traiter la PESS, une complication tardive de la rougeole, en conjonction avec un traitement par interféron intrathécale, avec des résultats prometteurs.
Au Royaume-Uni, l'inosine pranobex est également indiqué pour les infections cutanéo-muqueuses dues au virus de l'herpès simplex (type 1 et type 2) et pour le traitement des verrues génitales en association avec la podophyllotoxine ou le laser au dioxyde de carbone.